# Opius tropaeoli
Opius tropaeoli är en stekelart som beskrevs av Fischer 1966. Opius tropaeoli ingår i släktet Opius och familjen bracksteklar. Inga underarter finns listade i Catalogue of Life.